# 三上元
三上 元（みかみ はじめ、1945年1月5日 - ）は、日本の政治家。湖西市議会議員（2期）。元静岡県湖西市長（3期）。

## 来歴
静岡県新所村日之岡（現・湖西市）出身。新所村立新所小学校、湖西町立岡崎小学校、湖西町立鷲津中学校を経て、静岡県立浜松北高等学校卒業。慶應義塾大学卒業。
1968年（昭和43年）、株式会社西友ストアーに就職。全西友労組中央執行副委員長（専従）を3年間務めた。1983年（昭和58年）、船井総合研究所に転職。
1992年（平成4年）5月22日、日本新党の発足時に同党に入党。1994年（平成6年）、船井総合研究所の取締役に就任。「週刊フナイFAX」の編集長と主筆を務めた。1998年（平成10年）、同所取締役を辞任。故郷に戻り様々な団体を設立した。
2004年（平成16年）11月の湖西市長選挙で初当選。12月6日、市長就任。2008年（平成20年）、再選。
2011年（平成23年）5月14日に浜岡原子力発電所が全炉停止したのち、同原発の廃炉を求める訴訟の原告団に参加した。
2012年（平成24年）4月28日、「脱原発をめざす首長会議」の設立総会が開催。同団体に世話人として参画する。同年11月の市長選で3選挙。
2016年（平成28年）6月29日、次期市長選に出馬しない意向を後援会の会合で表明。同会合において、すでに市長選への立候補を表明している影山剛士と菅沼泰久のうち、菅沼を支援する考えを示した。11月20日投開票の同選挙では影山が菅沼を破り当選した。
2019年（平成31年）3月28日、立憲民主党静岡県連は、翌月に告示される湖西市議会議員選挙に三上を公認したと発表。同年4月21日、1,744票を獲得し、5位で初当選。
2023年（令和5年）4月23日投開票の市議会議員選挙で再選。

## 市長選の結果
2004年湖西市長選挙
2004年（平成16年）11月21日執行。自由民主党・公明党の推薦を受けた現職の山本昌寛を破り初当選した。
※当日有権者数：33,303人 最終投票率：66.93%（前回比：pts）
| 候補者名 | 年齢 | 所属党派 | 新旧別 | 得票数   | 得票率 | 推薦・支持                 |
| -------- | ---- | -------- | ------ | -------- | ------ | -------------------------- |
| 三上元   | 59   | 無所属   | 新     | 11,795票 | 53.25% |                            |
| 山本昌寛 | 69   | 無所属   | 現     | 10,356票 | 46.75% | （推薦）自由民主党・公明党 |

2008年湖西市長選挙
2008年（平成20年）11月16日執行。連合静岡湖西地域協議会や農業協同組合、スズキなどの支援を得た元市議の豊田俊雄を抑え、再選。
※当日有権者数：33,839人 最終投票率：57.28%（前回比：-9.65pts）
| 候補者名 | 年齢 | 所属党派 | 新旧別 | 得票数   | 得票率 | 推薦・支持 |
| -------- | ---- | -------- | ------ | -------- | ------ | ---------- |
| 三上元   | 63   | 無所属   | 現     | 12,222票 | 53.17% |            |
| 豊田俊雄 | 66   | 無所属   | 新     | 10,764票 | 46.83% |            |

2012年湖西市長選挙
2012年（平成24年）11月11日執行。自民党の推薦を得た元県議会議長の佐原徹朗を破り3選。
※当日有権者数：47,455人 最終投票率：60.38%（前回比：+3.1pts）
| 候補者名 | 年齢 | 所属党派 | 新旧別 | 得票数   | 得票率 | 推薦・支持         |
| -------- | ---- | -------- | ------ | -------- | ------ | ------------------ |
| 三上元   | 67   | 無所属   | 現     | 15,583票 | 55.09% |                    |
| 佐原徹朗 | 63   | 無所属   | 新     | 12,701票 | 44.91% | （推薦）自由民主党 |